# Jürgen Biederbick
Jürgen Biederbick (* 4. März 1947 in Hannover; † 15. Januar 2001 in Berlin) war ein deutscher Ingenieur und Landespolitiker (FDP). Er gehörte dem Abgeordnetenhaus von Berlin von 1985 bis 1989 und erneut von 1990 bis 1995 an.

## Leben
Biederbick wuchs in Hannover auf und studierte ab 1968 an der Berliner Technischen Universität mit Abschluss als Diplom-Ingenieur.
In seiner Fraktion im Berliner Abgeordnetenhaus amtierte er vier Jahre als Geschäftsführer und war Haushaltsexperte. Später war er im Immobiliengeschäft tätig.